# Dobruška
Dobruška är en stad i Tjeckien. Den ligger i den nordöstra delen av landet, 130 km öster om huvudstaden Prag. Dobruška ligger 297 meter över havet och antalet invånare är 7 085.
Terrängen runt Dobruška är platt åt sydväst, men åt nordost är den kuperad.Runt Dobruška är det ganska tätbefolkat, med 111 invånare per kvadratkilometer. Närmaste större samhälle är Náchod, 13,8 km norr om Dobruška. Omgivningarna runt Dobruška är en mosaik av jordbruksmark och naturlig växtlighet.